# Magreta Brandt
Magreta Brandt (* 6. September 1915 in Seestermühe, Elbmarsch als Margareta Behrmann; † 9. Juli/10. Juli 1992 in Hamburg) war eine niederdeutsche Schriftstellerin.

## Leben
Die Tochter eines Tagelöhners und Hausschlachters hatte elf Geschwister, besuchte von 1922 bis 1930 in Seestermühe die Volksschule und nahm ab 1929 heimlich Privatstunden bei ihrem Pastor, der ihre Begabungen erkannt hatte. Nach der Schulzeit arbeitete sie zunächst als Dienstmädchen und nach ihrer Hochzeit 1937 mit Wilhelm Brandt in dessen Milchgeschäft. 1942 besuchte sie die Fachschule und legte die Meisterprüfung als Lebensmittelkauffrau ab.
Nach dem Zweiten Weltkrieg besuchte sie als Gasthörerin die Universität Hamburg und studierte Germanistik, Kunstgeschichte und Philosophie. Gleichzeitig begann sie mit dem Schreiben plattdeutscher Lyrik und Prosa, die realistische und idyllische Wahrnehmungen und Sprachbilder in ein spannungsreiches Verhältnis setzt.
Magreta Brandt war in zweiter Ehe mit dem Architekten Arthur Timm verheiratet und trug den Familiennamen Timm-Brandt.

## Ehrungen
In Kaltenkirchen wurde die Magreta-Brandt-Straße nach ihr benannt.

## Werke
- Schüerpahl. Gedichte. Christiansen Verlag, Itzehoe 1969.
- Cinta. Breewe an Peter. Christiansen Verlag, Itzehoe 1970.
- Hackels ut de Reetdackkaat. Christiansen Verlag, Itzehoe 1972.
- Nasommer. Husum Verlag, Husum 1977, ISBN 3-88042-045-9.
- Ever an`n Priel: vun Ebb un Floot. Husum Verlag, Husum 1978, ISBN 3-88042-065-3.
- Harten-Lena: De Katendeern. Husum Verlag, Husum 1980, ISBN 3-88042-085-8.
- Harvst. Husum Verlag, Husum 1982, ISBN 3-88042-160-9.